# Cañizal de Rueda
Cañizal de Rueda es una localidad del municipio leonés de Gradefes, en la Comunidad Autónoma de Castilla y León. El pueblo se encuentra al oeste del municipio, en un valle formado por un arroyo que desemboca en el río Porma. Se accede a la localidad a través de una carretera local que conecta con Valduvieco.

## Localidades limítrofes
Confina con las siguientes localidades:
- Al norte con San Vicente del Condado.
- Al este con Valduvieco.
- Al sur con Villarratel.
- Al suroeste con Castrillo del Condado.
- Al oeste con Villafruela del Condado.

## Demografía
Evolución de la población
| Gráfica de evolución demográfica de Cañizal de Rueda entre 2000 y 2017 |
|                                                                        |
| Población de derecho (2000-2017) según el padrón municipal del INE     |

## Historia
Así se describe a Cañizal de Rueda en el tomo V del Diccionario geográfico-estadístico-histórico de España y sus posesiones de Ultramar, obra impulsada por Pascual Madoz a mediados del siglo XIX:

Lugar en la provincia, diócesis y partido judicial de León, audiencia territorial y capitanía general de Valladolid, ayuntamiento de Gradefes; Situado a la margen izquierda del río Curueño, en un llano; disfruta de clima saludable. Tiene iglesia (San Román) anejo de la de San Vicente del Condado. Hay un beneficio sin cargo alguno de presentación particular, y una capellanía con cargo de misas y sin residencia. Confina N Garfín; E Valdealcón; S la matriz, y O San Cipriano. El terreno es de mediana calidad, y le fertilizan algún tanto las aguas del Curueño. Producciones: granos, legumbres, lino, pastos y ganados; alguna caza y pesca. Población, riqueza y contribución: (V. el artículo de ayuntamiento).
Diccionario geográfico-estadístico-histórico de España y sus posesiones de Ultramar